# Tramayes
 (juillet 2009).
Si vous disposez d'ouvrages ou d'articles de référence ou si vous connaissez des sites web de qualité traitant du thème abordé ici, merci de compléter l'article en donnant les références utiles à sa vérifiabilité et en les liant à la section « Notes et références ».
Tramayes [tʁamaj] est une commune française située dans le département de Saône-et-Loire, en région Bourgogne-Franche-Comté.

## Géographie
La commune de Tramayes est située à 16 km de Cluny, 25 km de Beaujeu et 25 km de Mâcon. Le bourg se trouve en haut d'un col séparant la vallée du Valousin, et celle de la Grosne. Son point culminant est la Mère Boitier, d'une hauteur de 758 mètres.

### Communes limitrophes
Les communes limitrophes sont Saint-Point, Cenves, Germolles-sur-Grosne, Saint-Léger-sous-la-Bussière, Serrières, Navour-sur-Grosne et Deux-Grosnes.

### Climat
Pour des articles plus généraux, voir Climat de la Bourgogne-Franche-Comté et Climat de Saône-et-Loire.
En 2010, le climat de la commune est de type climat océanique dégradé des plaines du Centre et du Nord, selon une étude du Centre national de la recherche scientifique s'appuyant sur une série de données couvrant la période 1971-2000. En 2020, Météo-France publie une typologie des climats de la France métropolitaine dans laquelle la commune est dans une zone de transition entre le climat semi-continental et le climat de montagne et est dans une zone de transition entre les régions climatiques « Centre et contreforts nord du Massif Central » et « Bourgogne, vallée de la Saône ».
Pour la période 1971-2000, la température annuelle moyenne est de 11,1 °C, avec une amplitude thermique annuelle de 17,2 °C. Le cumul annuel moyen de précipitations est de 983 mm, avec 11,2 jours de précipitations en janvier et 8,1 jours en juillet. Pour la période 1991-2020, la température moyenne annuelle observée sur la station météorologique de Météo-France la plus proche, « Matour_sapc », sur la commune de Matour à 9 km à vol d'oiseau, est de 11,0 °C et le cumul annuel moyen de précipitations est de 1 029,8 mm. 
La température maximale relevée sur cette station est de 39 °C, atteinte le 24 juillet 2019 ; la température minimale est de −16,4 °C, atteinte le 5 février 2012,,.
Les paramètres climatiques de la commune ont été estimés pour le milieu du siècle (2041-2070) selon différents scénarios d'émission de gaz à effet de serre à partir des nouvelles projections climatiques de référence DRIAS-2020. Ils sont consultables sur un site dédié publié par Météo-France en novembre 2022.

## Urbanisme

### Typologie
Au 1er janvier 2024, Tramayes est catégorisée commune rurale à habitat dispersé, selon la nouvelle grille communale de densité à sept niveaux définie par l'Insee en 2022.
Elle est située hors unité urbaine. Par ailleurs la commune fait partie de l'aire d'attraction de Mâcon, dont elle est une commune de la couronne,. Cette aire, qui regroupe 105 communes, est catégorisée dans les aires de 50 000 à moins de 200 000 habitants,.

### Occupation des sols
L'occupation des sols de la commune, telle qu'elle ressort de la base de données européenne d’occupation biophysique des sols Corine Land Cover (CLC), est marquée par l'importance des territoires agricoles (76,4 % en 2018), une proportion sensiblement équivalente à celle de 1990 (76,8 %). La répartition détaillée en 2018 est la suivante : prairies (59,4 %), forêts (20,7 %), zones agricoles hétérogènes (15,8 %), zones urbanisées (2,9 %), terres arables (1,2 %). L'évolution de l’occupation des sols de la commune et de ses infrastructures peut être observée sur les différentes représentations cartographiques du territoire : la carte de Cassini (XVIIIe siècle), la carte d'état-major (1820-1866) et les cartes ou photos aériennes de l'IGN pour la période actuelle (1950 à aujourd'hui).

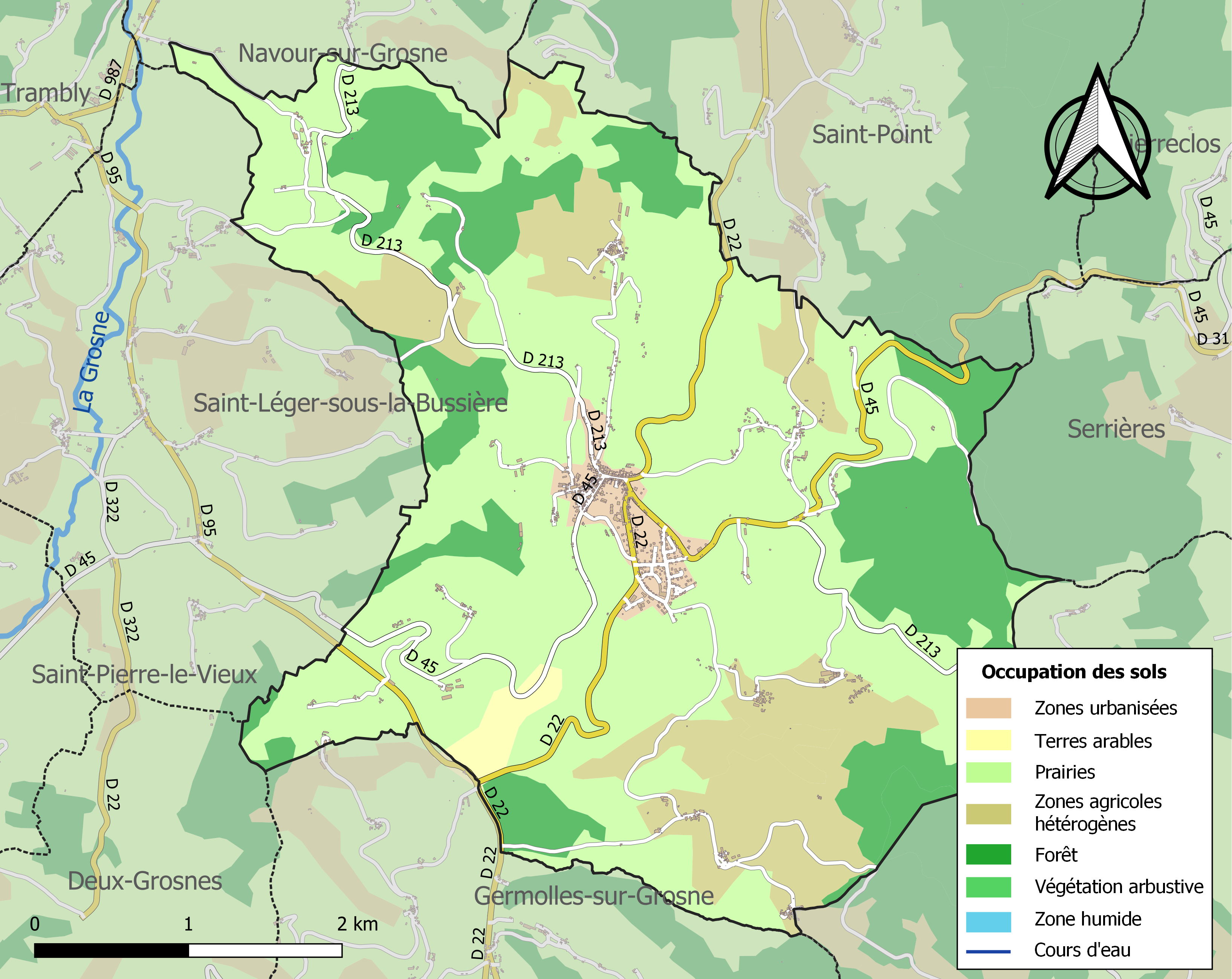
Carte des infrastructures et de l'occupation des sols de la commune en 2018 (CLC).

## Histoire

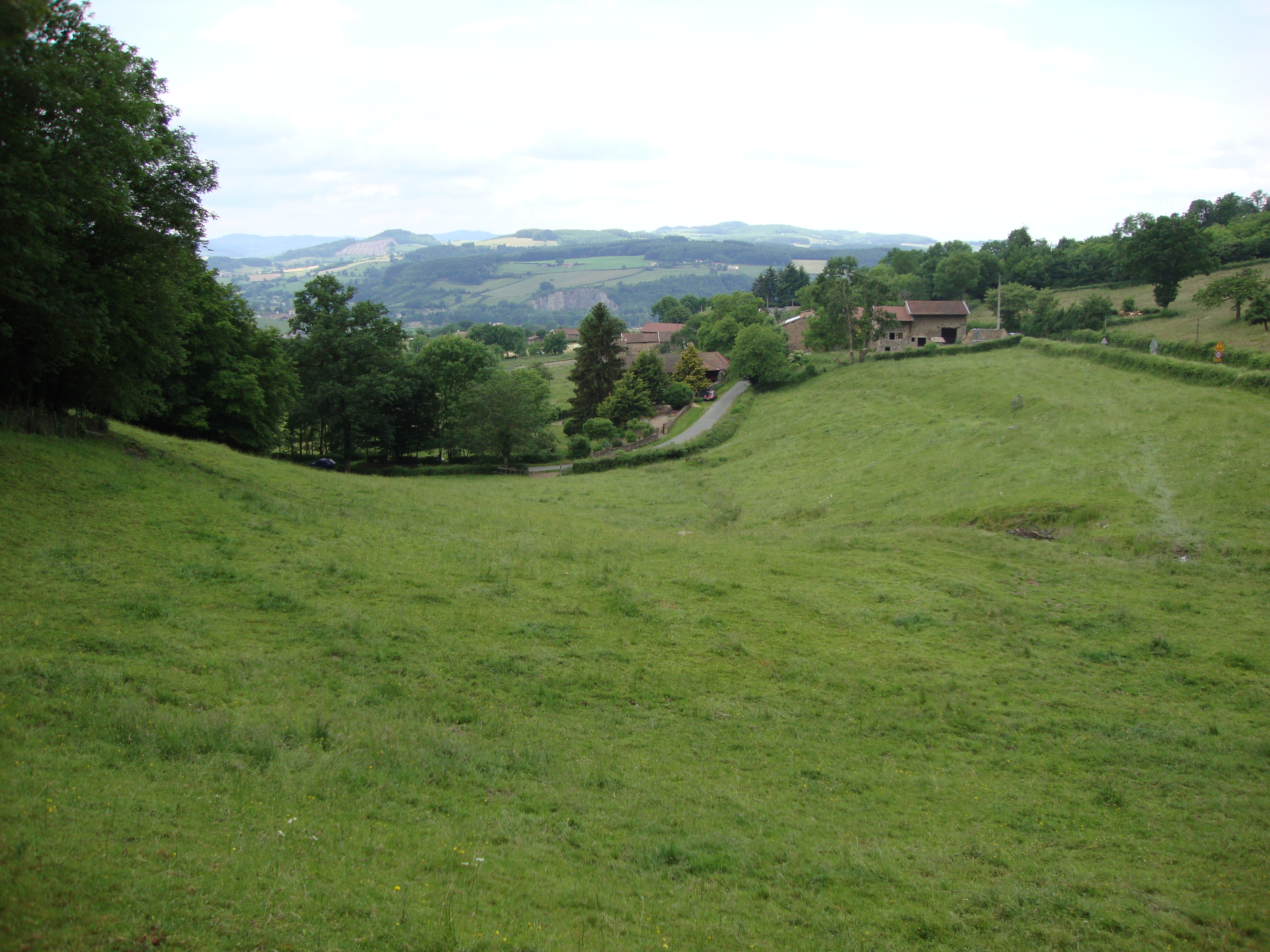
Paysage avec vue sur le lieu-dit Montillet.

Le bourg de Tramayes est très ancien. D'après la préface du cartulaire de Saint-Vincent de Mâcon, il existait à Tramayes, au lieu-dit la Rolle, au IVe siècle un château qui servait de rendez-vous de chasse aux rois de Provence et de Bourgogne. Le nom de Tramayes viendrait d’une route romaine ou d’un chemin de traverse, Tramaculum, qui passait à travers les monts et raccourcissait la voie de Lyon à Autun. Il en reste quelques traces à Germolles et à Tramayes. Il est certain que Tramayes est un très vieux passage et qu’il existait une piste préhistorique avant les Gallo-Romains. La montagne de Vannas est un véritable site stratégique. En 1590, la garde était un poste fortifié, dont il reste quelques ruines, dépendant du baron de la Bussière. La même charte Saint-Vincent de Mâcon indique qu’en l’an 958, l’église de Tramayes était sous le vocable de Saint-Germain. Elle fut ensuite sous le vocable de Saint-Jean-Baptiste. Elle relevait de l'évêque de Mâcon. Au Xe siècle, le nom s'orthographiait déjà Tramïe. En 1831, on mit au jour au hameau de Chavannes, dans un lieu isolé, des tombeaux qui semblaient dater des premiers siècles de l’ère chrétienne[réf. nécessaire]. Plus récemment, on découvrit au lieu-dit « la Madone », deux pierres de haches taillées et polies. On découvrit aussi des vestiges de constructions romaines et des déblais antiques le long de la voie romaine. En 1686, on avait trouvé à Saint-Point plusieurs médailles de l’empereur Dioclétien.
La seigneurie de Tramayes avait été constituée (léguée) le 8 juin 1380 à ses filles Antonie et Isabeau de Vill(i)on par leur mère Marguerite de Mailly. En 1596, la seigneurie appartenait à Claude (II) de Bullion de/du Layer/Layé, l’oncle de celui qui frappa le premier louis d’or en 1640. Le château actuel a été construit en 1598. En décembre 1556, des lettres patentes du roi Henri II signées à Saint-Germain-en-Laye, transfèrent à Tramayes, sur la demande de Guillaume de Saint-Point, les quatre foires annuelles et les marchés de chaque vendredi que le feu roi Louis XII avait concédé en 1503 à Jean de Saint-Point, aïeul dudit seigneur, mais le seigneur de Saint-Point en gardait les droits[réf. nécessaire]. Aussi le 26 mai 1672, Claude Bullion, seigneur de Tramayes, achètera pour la somme de 23 544 livres les droits revendiqués par le seigneur de Saint-Point[réf. nécessaire]. En 1572, le roi Charles IX, qui se rendait à Lyon, passa par Tramayes.
Quant au château de la Motte, à l’ouest de Montillet, on dit qu'il était celui qui fut bâti par Pierre Montboissier, dit Pierre le Vénérable, abbé de Cluny, pour tenir en échec un château que Hugues de la Chaux, seigneur de la Bussière, avait fait construire au Fournay, paroisse de Montagny. On ignore l’époque où fut détruit le château de la Motte[réf. nécessaire]. Son emplacement, les propriétés et les rentes nobles qui en dépendaient furent achetés vers 1576 par Philibert de Fautières, seigneur d’Audour, à Claude de Guise, abbé de Cluny.

## Politique et administration

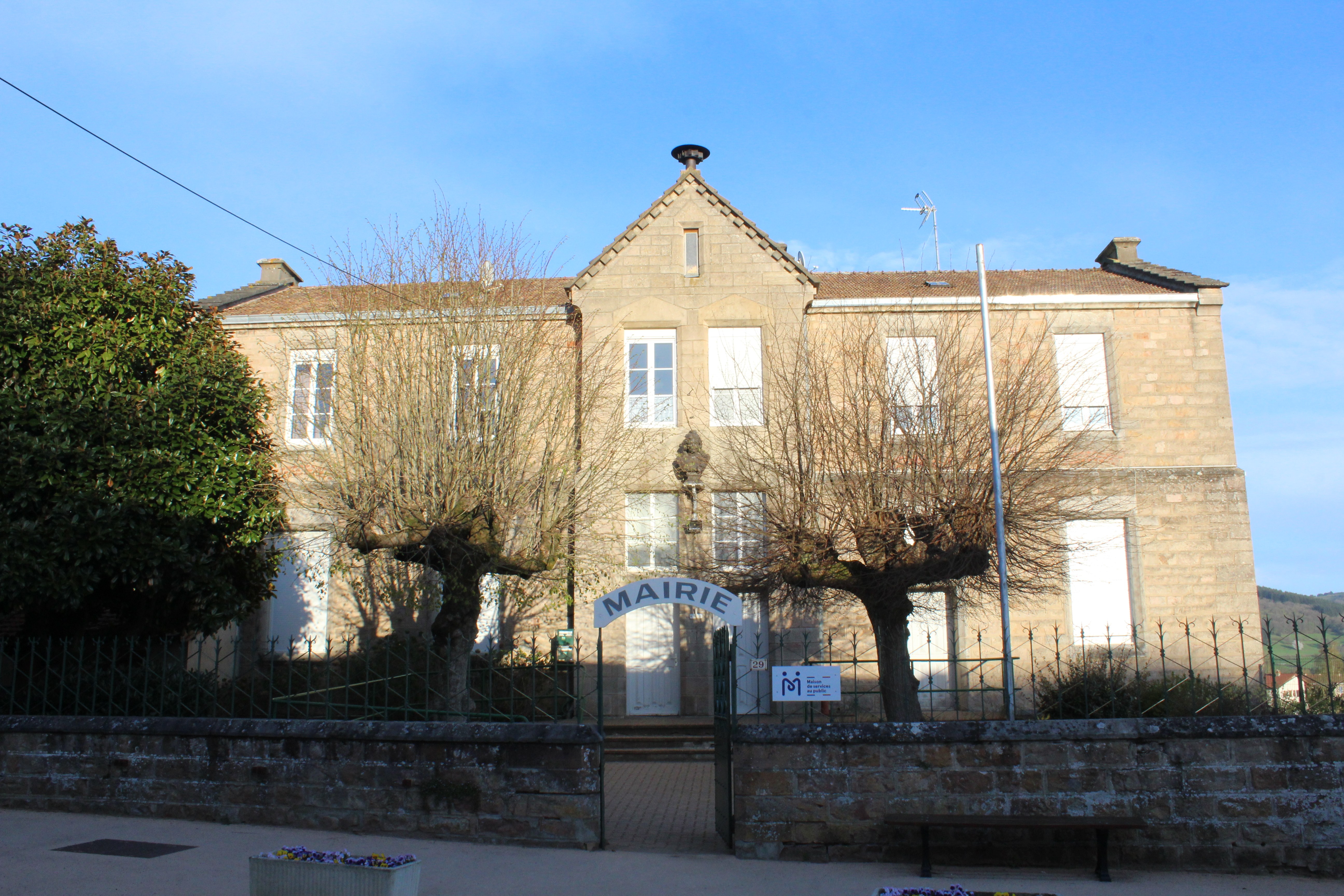
Mairie.

| Période                                  | Période   | Identité                          | Étiquette | Qualité                                              |
| ---------------------------------------- | --------- | --------------------------------- | --------- | ---------------------------------------------------- |
| 1935                                     | mars 1971 | Marcel Descours                   |           |                                                      |
| mars 1971                                | mars 1989 | Comtesse Gersende de Quatrebarbes | DVD       | Conseiller général du Canton de Tramayes (1982-1988) |
| mars 1989                                | juin 1995 | Jean Guillaud                     |           |                                                      |
| juin 1995                                | En cours  | Michel Maya                       | EELV      |                                                      |
| Les données manquantes sont à compléter. |           |                                   |           |                                                      |

## Démographie
L'évolution du nombre d'habitants est connue à travers les recensements de la population effectués dans la commune depuis 1793. Pour les communes de moins de 10 000 habitants, une enquête de recensement portant sur toute la population est réalisée tous les cinq ans, les populations de référence des années intermédiaires étant quant à elles estimées par interpolation ou extrapolation. Pour la commune, le premier recensement exhaustif entrant dans le cadre du nouveau dispositif a été réalisé en 2007.

En 2022, la commune comptait 1 067 habitants, en évolution de +2,11 % par rapport à 2016 (Saône-et-Loire : −1,06 %, France hors Mayotte : +2,11 %).
| 1793  | 1800  | 1806  | 1821  | 1831  | 1836  | 1841  | 1846  | 1851  |
| ----- | ----- | ----- | ----- | ----- | ----- | ----- | ----- | ----- |
| 1 578 | 1 772 | 1 532 | 1 646 | 1 696 | 2 431 | 2 510 | 2 597 | 2 630 |

| 1856  | 1861  | 1866  | 1872  | 1876  | 1881  | 1886  | 1891  | 1896  |
| ----- | ----- | ----- | ----- | ----- | ----- | ----- | ----- | ----- |
| 2 444 | 2 191 | 2 302 | 2 149 | 2 130 | 2 167 | 2 192 | 2 013 | 1 853 |

| 1901  | 1906  | 1911  | 1921  | 1926  | 1931  | 1936  | 1946  | 1954 |
| ----- | ----- | ----- | ----- | ----- | ----- | ----- | ----- | ---- |
| 1 753 | 1 653 | 1 541 | 1 220 | 1 202 | 1 127 | 1 071 | 1 029 | 954  |

| 1962 | 1968 | 1975 | 1982 | 1990 | 1999 | 2006 | 2007 | 2012  |
| ---- | ---- | ---- | ---- | ---- | ---- | ---- | ---- | ----- |
| 909  | 849  | 841  | 880  | 878  | 908  | 952  | 958  | 1 007 |

| 2017  | 2022  | - | - | - | - | - | - | - |
| ----- | ----- | - | - | - | - | - | - | - |
| 1 056 | 1 067 | - | - | - | - | - | - | - |

## Lieux et monuments
Parmi les principaux lieux et monuments de Tramayes :
- le château de Tramayes ;

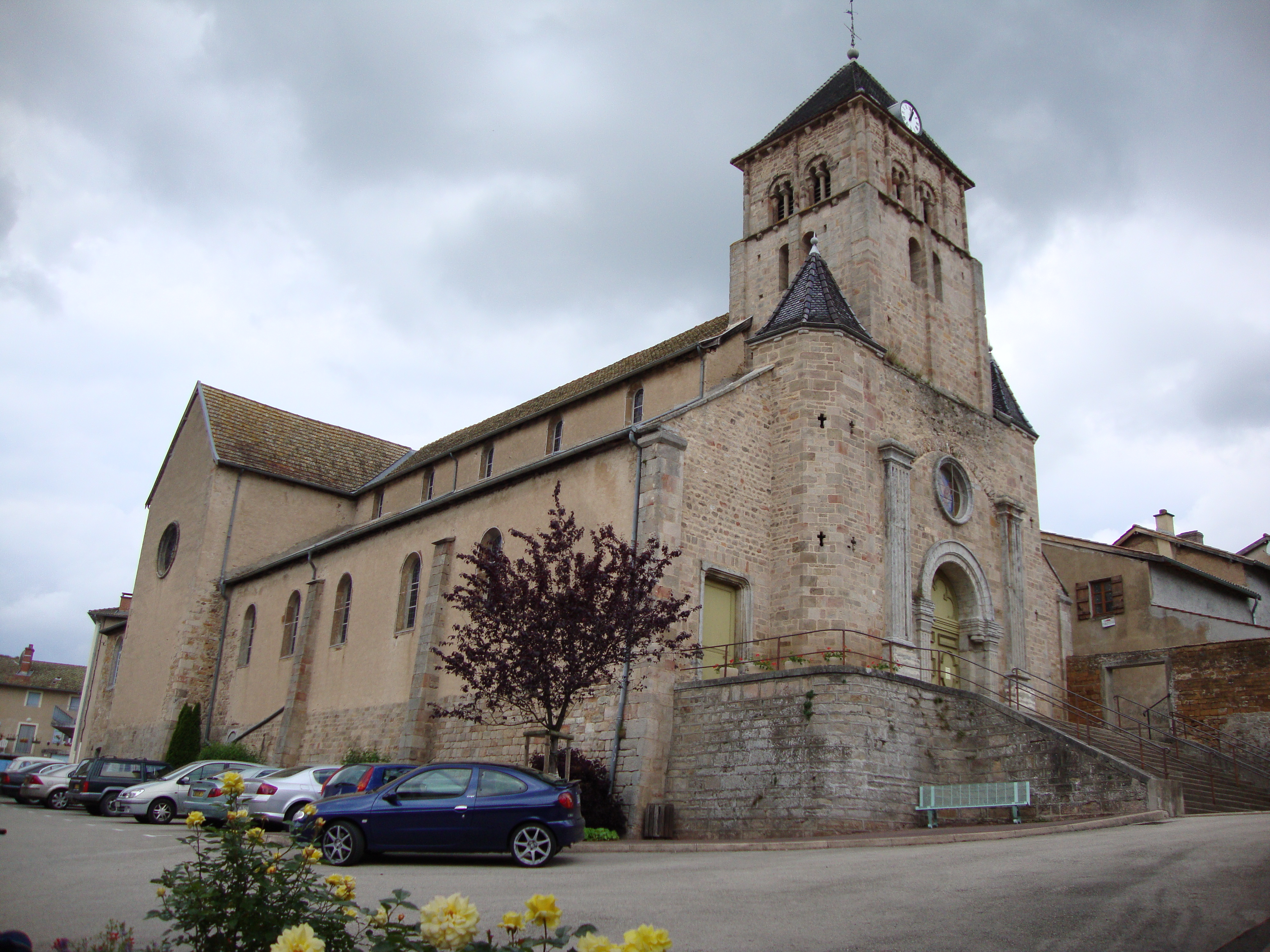
L'église, sous le vocable de saint Jean-Baptiste, avec son escalier d'accès.

- l'église Saint-Jean-Baptiste, édifice remarquable par son haut clocher protégé au titre des Monuments historiques[20] appartenant à l'art roman et disposant d'un appareil décoratif fait de colonnes et de pilastres[21].
- le signal de la Mère Boitier, sommet culminant à 758 mètres d'altitude.

### Tourisme
Camping : 
- à Saint-Point, avec son lac artificiel (inauguré en 1974) ;
- à Dompierre-les-Ormes avec le Lab 71, complexe autour de la science, de la culture et du développement durable et l'Arboretum de Pézanin ;
- à Cluny, la cité-abbaye.

## Personnalités liées à la commune
- Joseph Dufour[22], né le 13 décembre 1754 à Tramayes est décédé le 15 janvier 1827 à Paris, créateur et fabricant de papier peint ; une salle communale porte son nom, ainsi qu'une rue de Mâcon.
- Léon François Chervet, né en 1839 à Tramayes, sculpteur. Mort le 4 janvier 1900 à Paris.
- Lucien Birgé, mathématicien, y réside régulièrement.

## Pour approfondir